# Дронго
Дро́нго (Dicrurus) — рід горобцеподібних птахів родини дронгових (Dicruridae). Містить 29 або 30 видів.

## Поширення
Рід поширений у тропічних регіонах Африки, Азії, Австралії та на деяких островах Океанії.

## Опис
Комахоїдні птахи. Полюють на комах, ловлячи їх у польоті, рідше вони хапають свою здобич на землі. Довжина тіла без хвоста 19–65 см; вага 25–124 г. Більшість видів чорного або сіро-чорного забарвлення, часто з металевим блиском. Вони мають довгий, закручений хвіст, який набуває вишуканих форм у деяких азійських видів.

## Види
- Дронго прямохвостий, Dicrurus ludwigii
- Дронго лісовий, Dicrurus occidentalis — описаний у 2018 році.
- Дронго прирічний, Dicrurus sharpei — визнаний окремим видом у 2018 році.
- Дронго західний, Dicrurus atripennis
- Дронго вилохвостий, Dicrurus adsimilis
- Дронго савановий, Dicrurus divaricatus
- Дронго узлісний, Dicrurus modestus
- Дронго гвінейський, Dicrurus atactus
- Дронго коморський, Dicrurus fuscipennis
- Дронго альдабранський, Dicrurus aldabranus
- Дронго чубатий, Dicrurus forficatus
- Дронго майотський, Dicrurus waldenii
- Дронго чорний, Dicrurus macrocercus
- Дронго сірий, Dicrurus leucophaeus
- Дронго білочеревий, Dicrurus caerulescens
- Дронго великодзьобий, Dicrurus annectans
- Дронго бронзовий, Dicrurus aeneus
- Дронго малий, Dicrurus remifer
- Дронго філіппінський, Dicrurus balicassius
- Дронго лірохвостий, Dicrurus hottentottus
- Дронго табласький, Dicrurus menagei
- Дронго палаванський, Dicrurus palawanensis
- Дронго суматранський, Dicrurus sumatranus
- Дронго середній, Dicrurus densus
- Дронго гірський, Dicrurus montanus
- Дронго волохатий, Dicrurus bracteatus
- Дронго новоірландський, Dicrurus megarhynchus
- Дронго широкохвостий, Dicrurus andamanensis
- Дронго великий, Dicrurus paradiseus
- Дронго цейлонський, Dicrurus lophorinus